# WxWidgets
Las wxWidgets son unas  bibliotecas multiplataforma y libres, para el desarrollo de interfaces gráficas programadas en lenguaje C++. Están publicadas bajo una licencia LGPL, similar a la GPL con la excepción de que el código binario producido por el usuario a partir de ellas, puede ser propietario, permitiendo desarrollar aplicaciones empresariales sin coste de licencias.
Las wxWidgets proporcionan una interfaz gráfica basada en las bibliotecas ya existentes en el sistema (nativas), con lo que se integran de forma óptima y resultan muy portables entre distintos sistemas operativos. Están disponibles para Windows, MacOS, GTK+, Motif, OpenVMS y OS/2. 
También pueden ser utilizadas desde otros lenguajes de programación, aparte del C++: Java, JavaScript, Perl, Python, Smalltalk, Ruby, Erlang.

## Breve historia
Fue diseñado por Julian Smart en la universidad de Edinburgo 1992. Julian diseñaba la herramienta meta-CASE llamada Hardy que necesitaba correr en Windows, así como en estaciones de trabajo de X-Unix, las herramientas existentes y comerciales multiplataforma eran costosas para un proyecto experimental, así que su única alternativa era crear su propia herramienta. Inicialmente se llamaba wxWindows pero tuvo que cambiar al nombre por wxWidgets debido a que la empresa Microsoft interpuso una demanda a finales de 2003 por una posible confusión con el nombre de su sistema operativo.
WxWidgets (W para Windows y la X para X-Unix) es un framework parecido a MFC, especializado en el desarrollo de aplicaciones multiplataforma en lenguaje C++ aunque también existen bindings para Python y Perl, es multiplataforma, soporta Windows, Linux, Mac OS X , Unix y sus variantes, Solaris, Plataformas Embedded (inicios de investigación ), también en plataformas móviles como Microsoft Pocket PC, y Palm OS; se distribuye bajo licencia wxWindows License (compatible con Open Source y LGPL) permitiendo utilizarla para desarrollos comerciales, siempre y cuando estos desarrollos no usen código distribuido bajo alguna licencia GNU.
Cuenta con una parte denominada wxBase que incluye clases como wxString, clases para el manejo de archivos y directorios de manera independiente del sistema, funcionalidades como: gráficos 2D, 3D con OpenGL, Bases de Datos (ODBC), Redes, Impresión, Hilos, visión e impresión del HTML, un sistema de archivos virtual y cuenta con algunos IDEs.
La razones por las que se podría elegir wxWidgets son además de sus ya mencionadas características es que cuenta con soporte, documentación en Internet, ayuda en línea, foros, tutoriales en diversos formatos, desarrolladores en la red por lo que se percibe interés y un futuro, cuenta con un libro de 1000 páginas imprimibles de documentación y en línea, sistema flexible a eventos, llamadas a gráficos como líneas, rectángulos con esquinas redondeadas, etc. Soporte de MDI (Múltiple Document Interface), puede crear DLL sobre Windows, y bibliotecas dinámicas en Unix.

## Licencia
wxWidgets es distribuido bajo una licencia personalizada wxWindows License, similar a la Licencia Pública General Reducida de GNU, con la excepción de que trabajos derivados en forma binaria pueden ser distribuido bajo los términos del usuario. Esta licencia está aprobada por la Open Source Initiative, haciendo de wxWidgets software libre. Su nombre será cambiado por wxWidgets Licence.

## Soporte oficial

### Compatibilidad de plataformas
wxWidgets es compatible en las siguientes plataformas.
- Windows - wxMSW (Windows XP, Vista, 7, 8 y 10 )
- Linux/Unix wxGTK+, wxX11, wxMotif
- Mac OS X - wxMac (10.5 usando Cocoa o Carbon)
- Plataformas Empotradas - wxEmbedded

#### Otras plataformas
- Amiga - wxWidgets-AOS: AmigaOS port[4]

### Compiladores compatibles
Está confirmado que wxWidgets funciona correctamente con los siguientes compiladores.
| wxMSW | wxMSW                                            | wxGTK                                     | wxGTK                |
| Compilador | Versión                                          | Compilador                                | Versión              |
| --- | ------------------------------------------------ | ----------------------------------------- | -------------------- |
| Microsoft Visual Studio - Visual C++ Borland C++ Borland C++ Builder Watcom C++, OpenWatcom CodeWarrior Cygwin MinGW Digital Mars C/C++ compiler | 5.0 + 5.5 + 2006 + 10.6 + 7 + 1.5 + 2.0 + 8.40 + | g++ Sun Studio C/C++ HP aC++ IBM XL C/C++ | 2.95 + 5.9 3.80 8.00 |

## Implementaciones

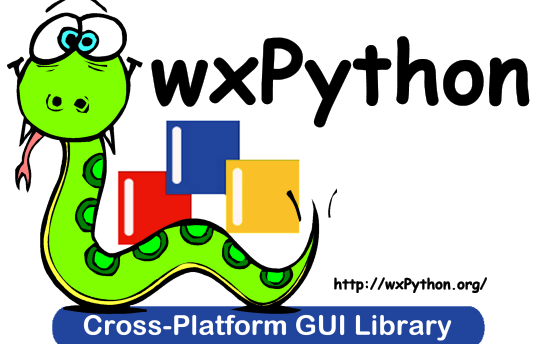
wxPython logo

La biblioteca wxWidgets además de estar implementada originalmente en C++, cuenta con implementaciones (bindings) para varios lenguajes de programación utilizados comúnmente. Algunos de ellos:
| Lenguaje       | Implementación | Versión más reciente | Fecha de versión |
| -------------- | -------------- | -------------------- | ---------------- |
| Python         | wxPython       | 4.0.3                | 2018-06-25       |
| PHP            | wxPHP          | 1.1                  | 2011-09-22       |
| Erlang         | wxErlang       | R14B03               | 2011-05-25       |
| Haskell        | wxHaskell      | 0.12.1.2             | 2009-10-13       |
| Tcl            | wxTCL          |                      | [ 11 ]           |
| Lua            | wxLua          | 2.8.10.0             | 2009-05-24       |
| Perl           | wxPerl         | 0.98                 | 2010-08-18       |
| Ruby           | wxRuby         | 2.0.1                | 2009-09-08       |
| Smalltalk      | wxSqueak       | 0.5.1                | 2008-07-06       |
| Basic          | wxBasic        | 2.8.10.23            | 2009-09-06       |
| BlitzMax       | wxMax          | 1.01                 | 2009-10          |
| C              | wxC            |                      | [ 18 ]           |
| D              | wxD            | 0.15                 | 2009-07-03       |
| Euphoria       | wxEuphoria     | 0.16.0               | 2011-06-20       |
| .NET Framework | wx.NET         | 0.9.2                | 2010-07-14       |
| Java           | wx4j           | 0.2.0                | 2004-04-01       |
| JavaScript     | wxJavaScript   | 0.9.75               | 2008-12-09       |
| JavaScript     | GLUEscript     | 0.1.08               | 2011-02-18       |
| Hollywood      | RapaGUI        | 1.2                  | 2017-09-22       |

wxWidgets es mejor descrito como un conjunto de herramientas nativo debido a que provee una fina capa de abstracción a los controles nativos de una plataforma, contrario a la emulación de controles utilizando gráficos primitivos. Utilizar un control nativo en las plataformas existentes nos permite conseguir resultados visuales más nativos para la interfaz gráfica que otras bibliotecas como Swing (para Java), además de ofrecer mejor rendimiento y otros beneficios.
wxWidgets no solo se restringe al desarrollo de interfaces gráficas, esto debido a que la biblioteca cuenta con una capa de inter-procesos de comunicación, funcionalidades para la red como sockets, y mucho más.

## IDE y RAD para wxWidgets

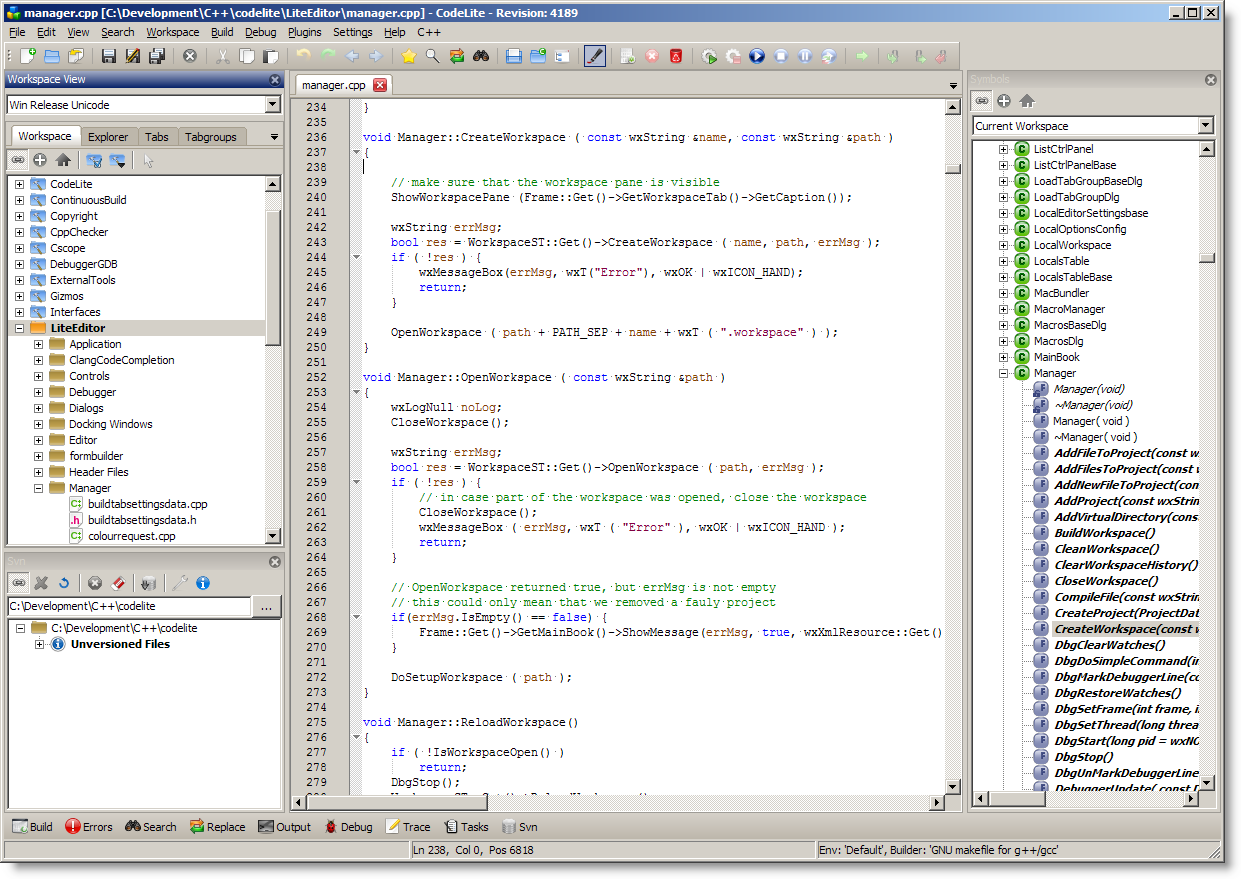
CodeLite en Windows XP

Hay muchas herramientas de Desarrollo Rápido de Aplicaciones (RAD) y Entornos de Desarrollo Integrado (IDE) disponibles, entre ellos:
- Boa Constructor (Python)
- Code::Blocks (mediante el plugin wxSmith)
- CodeLite
- wxDev-C++ (Plugin)
- wxGlade
- wxFormBuilder

## Aplicaciones desarrolladas con wxWidgets

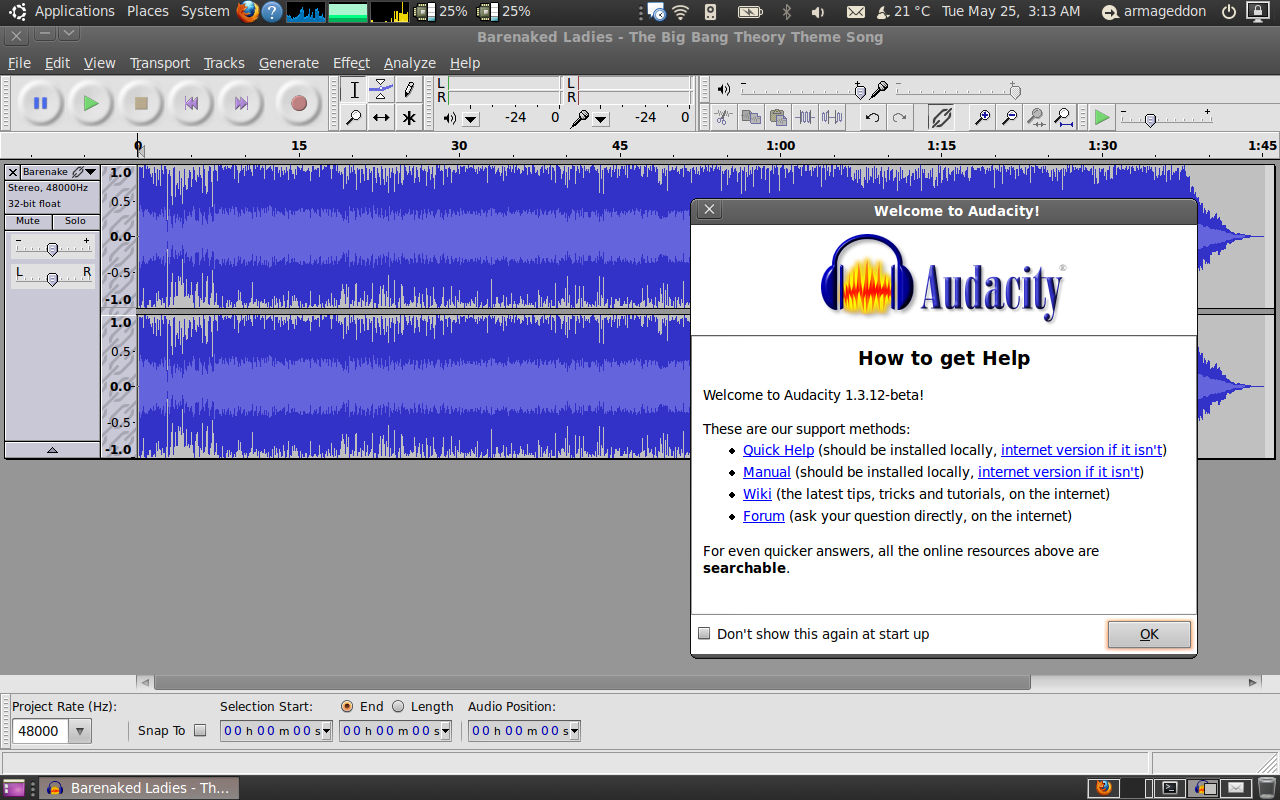
Audacity ejecutando en Ubuntu

Aplicaciones populares que utilizan wxWidgets:
- Amaya - Desarrollo web
- aMule - Aplicación de intercambio de archivos
- Audacity - Editor de audio
- BitTorrent - Aplicación de intercambio de archivos
- Code::Blocks - C/C++ IDE
- CodeLite - Editor simple para C++ (Colección de herramientas Gratuitas, implementadas mediante plugins)
- Dolphin - Emulador de Nintendo GameCube, Wii, y Triforce
- Digsby - Aplicación multiprotocolo de mensajería instantánea
- FileZilla - Cliente FTP
- KiCad - Desarrollo de circuitos esquemáticos e impresos
- RapidSVN - Client SVN
- TortoiseCVS - Cliente CVS
- OpenCPN (Visualizador de Cartografía Náutica y posicionamiento mediante el uso de GPS)
- ConverVideoTJC (Amigable Convertidor de video y audio a formato libre mkv, ogg, flac. También permite ripear CD de audio. Disponible solo para GNU/LINUX).
- formatUsbTJC (Práctica Herramienta gráfica, para formatear memorias USB. Disponible solo para GNU/LINUX).